# Impact de Montréal 1995
Questa voce raccoglie le informazioni riguardanti l'Impact de Montréal nelle competizioni ufficiali della stagione 1995.

## Stagione
L'Impact terminò al primo posto la stagione regolare, garantendosi l'accesso ai play-off. In semifinale venne eliminato dagli Atlanta Ruckus a causa del particolare regolamento allora in vigore: se una gara, anche di stagione regolare, terminava in pareggio venivano battuti gli shoot-out per decretare comunque una squadra vincitrice. La serie di semifinale, al meglio delle tre partite, venne persa dai Canadesi proprio a causa di due sconfitte agli shoot-out.

## Rosa
| N. |                        | Ruolo | Calciatore       |
| -- | ---------------------- | ----- | ---------------- |
| 1  | Canada (bandiera)      | P     | Paolo Ceccarelli |
| 2  | Canada (bandiera)      | D     | Rudy Doliscat    |
| 3  | Stati Uniti (bandiera) | D     | Steve Trittschuh |
| 4  | Canada (bandiera)      | C     | Nick De Santis   |
| 5  | Canada (bandiera)      | D     | Nevio Pizzolitto |
| 6  | Canada (bandiera)      | C     | Lyndon Hooper    |
| 7  | Inghilterra (bandiera) | C     | Paul Dougherty   |
| 8  | Canada (bandiera)      | C     | John Limniatis   |
| 9  | Canada (bandiera)      | A     | Grant Needham    |
| 10 | Brasile (bandiera)     | A     | Paulinho         |
| 11 | Giamaica (bandiera)    | A     | Lloyd Barker     |

| N. |                   | Ruolo | Calciatore         |
| -- | ----------------- | ----- | ------------------ |
| 12 | Canada (bandiera) | D     | Patrick Diotte     |
| 13 | Canada (bandiera) | C     | Kevin Holness      |
| 14 | Canada (bandiera) | A     | Niall Thompson     |
| 15 | Canada (bandiera) | A     | Gustavo Echevarria |
| 17 | Canada (bandiera) | C     | Tom Kouzmanis      |
| 18 | Canada (bandiera) | P     | Pat Onstad         |
| 19 | Canada (bandiera) | C     | Abdel Sahrane      |
| 20 | Canada (bandiera) | D     | André Belotte      |
| 21 | Canada (bandiera) | A     | Mauro Biello       |
| 22 | Canada (bandiera) | P     | Daniel Courtois    |

## Risultati

### A-League
Ogni squadra giocava 24 partite, 12 in casa e altrettante in trasferta.

#### Stagione regolare
| New York 7 maggio 1995 | N.Y. Centaurs | 0 – 1 | Montréal Impact | Downing Stadium |

| Denver 13 maggio 1995 | Colorado Foxes | 0 – 2 | Montréal Impact | Mile High Stadium |

| Montréal 21 maggio 1995 | Montréal Impact | 1 – 0 | N.Y. Centaurs | Compl. Claude-Robillard (4.085 spett.) |

| Montréal 26 maggio 1995 | Montréal Impact | 1 – 0 | Vancouver 86ers | Compl. Claude-Robillard (2.684 spett.) |

| Atlanta 2 giugno 1995 | Atlanta Ruckus | 2 – 0 | Montréal Impact | Adams Stadium |

| Montréal 4 giugno 1995 | Montréal Impact | 4 – 0 | Atlanta Ruckus | Compl. Claude-Robillard (3.258 spett.) |

| Seattle 16 giugno 1995 | Seattle Sounders | 2 – 0 | Montréal Impact | Memorial Stadium |

| Burnaby 18 giugno 1995 | Vancouver 86ers | 3 – 1 | Montréal Impact | Swangard Stadium |

| Montréal 28 giugno 1995 | Montréal Impact | 2 – 1 | Colorado Foxes | Compl. Claude-Robillard (3.364 spett.) |

| Montréal 9 luglio 1995                 | Montréal Impact | 2 – 2 | Seattle Sounders | Compl. Claude-Robillard (4.067 spett.) |
| \| \| \| \| \| \| Shootout 2 – 3 \| \| |                 |       |                  |                                        |
|                                        |                 |       |                  |                                        |
|                                        | Shootout 2 – 3  |       |                  |                                        |

| Burnaby 12 luglio 1995 | Vancouver 86ers | 0 – 1 | Montréal Impact | Swangard Stadium |

| Montréal 19 luglio 1995 | Montréal Impact | 4 – 2 | Atlanta Ruckus | Compl. Claude-Robillard (5.179 spett.) |

| New York 23 luglio 1995 | N.Y. Centaurs | 0 – 2 | Montréal Impact | Downing Stadium |

| Montréal 26 luglio 1995 | Montréal Impact | 4 – 0 | N.Y. Centaurs | Compl. Claude-Robillard (5.983 spett.) |

| Montréal 6 agosto 1995 | Montréal Impact | 5 – 0 | Colorado Foxes | Compl. Claude-Robillard (6.017 spett.) |

| Montréal 9 agosto 1995 | Montréal Impact | 2 – 3 | Vancouver 86ers | Compl. Claude-Robillard (5.034 spett.) |

| Denver 12 agosto 1995                  | Colorado Foxes | 2 – 2 | Montréal Impact | Mile High Stadium |
| \| \| \| \| \| \| Shootout 2 – 4 \| \| |                |       |                 |                   |
|                                        |                |       |                 |                   |
|                                        | Shootout 2 – 4 |       |                 |                   |

| Burnaby 16 agosto 1995 | Vancouver 86ers | 0 – 1 | Montréal Impact | Swangard Stadium |

| Montréal 18 agosto 1995 | Montréal Impact | 2 – 1 | Colorado Foxes | Compl. Claude-Robillard (7.579 spett.) |

| Atlanta 20 agosto 1995 | Atlanta Ruckus | 2 – 3 | Montréal Impact | Adams Stadium |

| Montréal 27 agosto 1995 | Montréal Impact | 3 – 1 | Vancouver 86ers | Compl. Claude-Robillard (6.624 spett.) |

| Montréal 1 settembre 1995 | Montréal Impact | 1 – 3 | Seattle Sounders | Compl. Claude-Robillard (7.026 spett.) |

| Seattle 6 settembre 1995 | Seattle Sounders | 1 – 0 | Montréal Impact | Memorial Stadium |

| New York 10 settembre 1995 | N.Y. Centaurs | 2 – 3 | Montréal Impact | Downing Stadium |

#### Play-off
| Atlanta 14 settembre 1995 Semifinali - Gara 1 | Atlanta Ruckus | 1 – 1 | Montréal Impact | Adams Stadium |
| \| \| \| \| \| \| Shootout 2 – 1 \| \|        |                |       |                 |               |
|                                               |                |       |                 |               |
|                                               | Shootout 2 – 1 |       |                 |               |

| Montréal 17 settembre 1995 Semifinali - Gara 2 | Montréal Impact | 3 – 0 | Atlanta Ruckus | Compl. Claude-Robillard (2.684 spett.) |

| Montréal 20 settembre 1995 Semifinali - Gara 3 | Montréal Impact | 0 – 0 | Atlanta Ruckus | Compl. Claude-Robillard (3.578 spett.) |
| \| \| \| \| \| \| Shootout 1 – 3 \| \|         |                 |       |                |                                        |
|                                                |                 |       |                |                                        |
|                                                | Shootout 1 – 3  |       |                |                                        |

## Statistiche

### Statistiche di squadra
Erano assegnati 3 punti per la vittoria, 2 punti per la vittoria agli shootout, 1 punto per la sconfitta agli shootout e zero punti per la sconfitta.
| Competizione | Punti | In casa | In casa | In casa | In casa | In casa | In casa | In casa | In trasferta | In trasferta | In trasferta | In trasferta | In trasferta | In trasferta | In trasferta | Totale | Totale | Totale | Totale | Totale | Totale | Totale |
| Competizione | Punti | G       | V       | Vs      | Ps      | P       | Gf      | Gs      | G            | V            | Vs           | Ps           | P            | Gf           | Gs           | G      | V      | Vs     | Ps     | P      | Gf     | Gs     |
| ------------ | ----- | ------- | ------- | ------- | ------- | ------- | ------- | ------- | ------------ | ------------ | ------------ | ------------ | ------------ | ------------ | ------------ | ------ | ------ | ------ | ------ | ------ | ------ | ------ |
| A-League     | 51    | 12      | 9       | 0       | 1       | 2       | 31      | 13      | 12           | 7            | 1            | 0            | 4            | 16           | 14           | 24     | 16     | 1      | 1      | 6      | 47     | 27     |
| Play-off     |       | 2       | 1       | 0       | 1       | 0       | 3       | 0       | 1            | 0            | 0            | 1            | 0            | 1            | 1            | 3      | 1      | 0      | 2      | 0      | 4      | 1      |
| Totale       |       | 14      | 10      | 0       | 2       | 2       | 34      | 13      | 13           | 7            | 1            | 1            | 4            | 17           | 15           | 27     | 17     | 1      | 3      | 6      | 51     | 28     |

### Statistiche dei giocatori
| Giocatore     | A-League | A-League | A-League    | A-League   |
| Giocatore     | Presenze | Reti     | Ammonizioni | Espulsioni |
| ------------- | -------- | -------- | ----------- | ---------- |
| L. Barker     | 26       | 12       | 3           | -          |
| A. Belotte    | 0        | 0        | -           | -          |
| M. Biello     | 20       | 5        | 1           | -          |
| P. Ceccarelli | 20       | -18      | -           | -          |
| D. Courtois   | 0        | 0        | -           | -          |
| N. De Santis  | 23       | 3        | 4           | 1          |
| P. Diotte     | 26       | 0        | 3           | -          |
| R. Doliscat   | 19       | 1        | 2           | -          |
| P. Dougherty  | 27       | 10       | 1           | -          |
| G. Echevarria | 0        | 0        | -           | -          |
| K. Holness    | 21       | 1        | -           | -          |
| L. Hooper     | 23       | 2        | -           | -          |
| T. Kouzmanis  | 24       | 2        | 3           | -          |
| J. Limniatis  | 24       | 0        | 6           | 1          |
| G. Needham    | 23       | 5        | 2           | -          |
| P. Onstad     | 7        | -10      | -           | -          |
| Paulinho      | 17       | 7        | 1           | -          |
| N. Pizzolitto | 9        | 0        | -           | -          |
| A. Sahrane    | 9        | 0        | -           | -          |
| N. Thompson   | 11       | 0        | -           | -          |
| S. Trittschuh | 25       | 3        | 2           | 1          |